# Ясюкевич, Феликс Иванович
Фе́ликс Ива́нович Ясюке́вич (14 декабря 1923 — 6 февраля 2012) — художник-постановщик фильмов, заслуженный художник РСФСР.

## Биография
Участник Великой Отечественной войны.
C 1945 года член ВКП(б).
В 1954 году окончил ВГИК (учился у Ф. Богородского, Ю. Пименова, И. Шпинеля и других) и начал работать на «Мосфильме» — сначала ассистентом, затем художником-постановщиком.
В 1976 году присвоено звание Заслуженного художника РСФСР.
Умер 6 февраля 2012 года. Похоронен на Хованском кладбище.

## Фильмография
Художник-постановщик фильмов:
- 1956 — «Полюшко-поле»
- 1958 — «Трое вышли из леса»
- 1959 — «Сверстницы»
- 1959 — «Солнце светит всем»
- 1960 — «Хлеб и розы»
- 1961 — «Наш общий друг»
- 1961 — «История с пирожками» (новелла в киноальманахе «Совершенно серьёзно»)
- 1962 — «Половодье»
- 1963 — «Именем революции»
- 1964 — «Женитьба Бальзаминова»
- 1965 — «Мимо окон идут поезда»
- 1967 — «Исход» (монг. Төгсгөл) (Монголия, СССР)
- 1967 — «Про чудеса человеческие»
- 1968 — «Бриллиантовая рука»
- 1970 — «Расплата»
- 1970 — «Случай с Полыниным»
- 1971 — «Мальчики»
- 1972 — «Визит вежливости»
- 1973 — «Эта весёлая планета»
- 1975 — «Они сражались за Родину»
- 1976 — «Кафе «Изотоп»» («Право на выбор»)
- 1976 — «Табор уходит в небо»
- 1977 — «В четверг и больше никогда»
- 1978 — «Поздняя ягода»
- 1980 — «За спичками» (фин. Tulitikkuja lainaamassa) (СССР, Финляндия)
- 1980 — «Незваный друг»
- 1982 — «День рождения»
- 1982 — «Спортлото 82»
- 1984 — «Любовь и голуби»
- 1985 — «Опасно для жизни!»
- 1986 — «Гонка века»
- 1987 — «Байка»
- 1989 — «Сталинград» (англ. Stalingrad) (СССР, США, ГДР, ЧССР)
- 1990 — «Враг народа Бухарин»
- 1991 — «Господи, услыши молитву мою»
- 1992 — «На Дерибасовской хорошая погода, или На Брайтон-Бич опять идут дожди»